# Jon Olsson
 (avril 2022).
Si vous disposez d'ouvrages ou d'articles de référence ou si vous connaissez des sites web de qualité traitant du thème abordé ici, merci de compléter l'article en donnant les références utiles à sa vérifiabilité et en les liant à la section « Notes et références ».
Pour les articles homonymes, voir Olsson.
Jon Olsson est un skieur freestyle suédois. Il est né le 17 août 1982.
Il a participé à de nombreux Winter X Games et a notamment fini 2e sur le big air en 2009, il s'est fait battre par Simon Dumont qui a effectué un double front-flip Superman.
Il est également l'un des créateurs de la Rebellion R2K, modèle unique de supercar s'inspirant des prototypes LMP1, avec laquelle il participa au Gumball 3000 en 2013.
Il est cofondateur de la société de sacs Douchebags.
Depuis avril 2016, il gère une chaîne YouTube sur laquelle il publie régulièrement des Vlogs voyageant à travers le monde en particulier. Sa chaîne compte actuellement 1 540 000 abonnés.